# Profiterolka

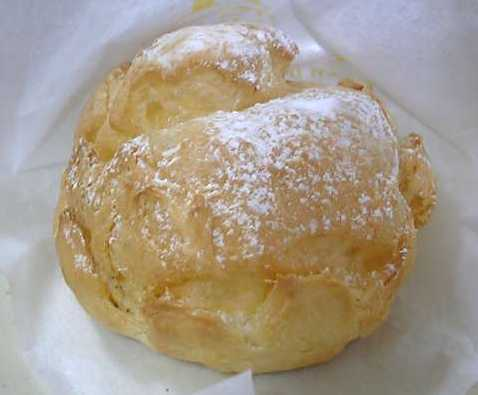
Profiterolka

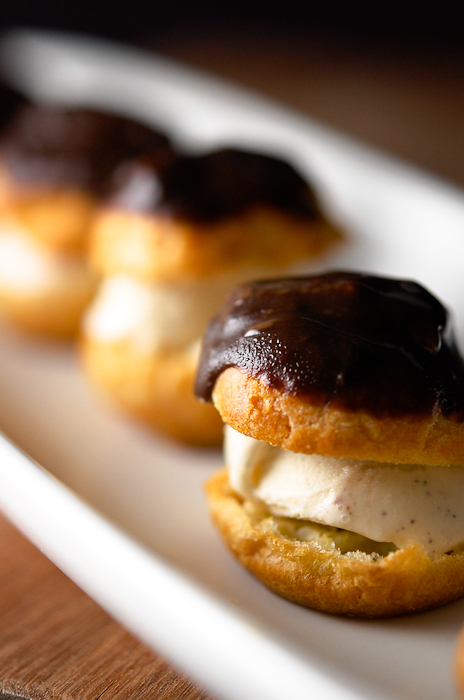
Profiterolki przełożne lodami i oblane polewą czekoladową

Profiterolki (fr. profiteroles) – francuskie, niewielkie ciastka z ciasta ptysiowego, wypiekane na blasze. Opcjonalnie wypełnione bitą śmietaną, lodami lub innym kremem. Z wierzchu oblewane są sosem czekoladowym.